# Deltochilum aequinoctiale
Deltochilum aequinoctiale är en skalbaggsart som beskrevs av Jean Baptiste Lucien Buquet 1844. Deltochilum aequinoctiale ingår i släktet Deltochilum och familjen bladhorningar. Inga underarter finns listade i Catalogue of Life.